# La promessa di Satana
La promessa di Satana (Evilspeak) è un film horror del 1981 diretto da Eric Weston.

## Trama
Stanley Coopersmith è un cadetto isolato e bullizzato alla West Andover military academy. Orfano e costantemente emarginato dai compagni e dagli insegnanti, Stanley viene costretto a pulire la cantina della chiesa come punizione, dove scopre una stanza segreta che era  appartenuta al padre Lorenzo Esteban, un satanista del XVI secolo. In questa stanza, Stanley trova un diario contenente rituali per celebrare la Messa Nera e la promessa che Esteban tornerà. Utilizzando le sue abilità informatiche, Stanley traduce il diario dal latino all'inglese, venendo a conoscenza della storia di Esteban e dei suoi seguaci che furono condannati e esiliati in America per i loro riti satanici. Nel frattempo, Stanley è perseguitato dai suoi compagni, che gli rubano gli oggetti e lo deridono continuamente. Disperato, inizia a cercare informazioni sul satanismo e tenta di eseguire un rituale nel seminterrato della scuola ma si rende conto di non avere tutti gli ingredienti necessari. Determinato a completare il rito, ruba l'ostia consacrata dalla chiesa ma quando cerca di eseguire il rituale, viene interrotto dai suoi compagni che lo trattano con disprezzo, ignari delle sue vere intenzioni. Nonostante le difficoltà, Stanley continua a cercare la maniera di completare il rituale, finendo per essere coinvolto in eventi misteriosi e sempre più inquietanti. Mentre gli altri cadetti continuano a tormentarlo, Stanley si trova a fronteggiare forze oscure e soprannaturali che sembrano risvegliarsi attorno a lui. La situazione si complica ulteriormente quando alcuni compagni di Stanley scoprono la stanza segreta di Esteban. L'intreccio tra il male antico e le sue manifestazioni moderne raggiunge un punto di rottura, mentre Stanley si avvicina sempre di più alla realizzazione del suo obiettivo ma il prezzo da pagare per la realizzazione sarà molto alto.

## Produzione
Il film uscì in Giappone il 22 agosto 1981, mentre negli Usa arrivò il 26 febbraio 1982.